# Andrzej Drewniak
Andrzej Drewniak (ur. 1947 w Krakowie) – polski karateka stylu kyokushin i działacz sportowy.

## Życiorys
Absolwent Akademii Górniczo-Hutniczej w Krakowie.
Początkowo uprawiał judo, uzyskał w tym stylu stopień mistrzowski 1. dan. Zafascynowany karate, założył pierwszą w Polsce sekcję Karate Kyokushin przy AZS w Krakowie w roku 1972. W 1974 został mistrzem Polski w wadze średniej w karate kyokushin. W tym samym roku wyjechał na obóz szkoleniowy do Holandii, gdzie zdał egzamin na 1. dan, stając się pierwszym polskim posiadaczem czarnego pasa i tytułu sensei w karate kyokushin. W 1975 wziął udział w I Otwartych Mistrzostwach Świata w Tokio. W 1976 zdał egzamin na 2. dan.
W 1979 roku został współzałożycielem Polskiego Związku Karate, którego do tej pory jest długoletnim wiceprezesem.
W 1993 po egzaminie w Yugawara w Japonii otrzymał jako pierwszy Polak stopień 5. dan i tytuł shihan.
Po śmierci Masutatsu Oyamy przystąpił wraz z polską organizacją karate kyokushin do IKO-1 (tzw. Matsui Group), otrzymał tam stopień 6. dan w 1997 roku, a następnie 7. dan w roku 2004. Do IKO-1 należał do roku 2010. Po konflikcie z Matsui i usunięciu z tej organizacji, wraz z grupą czołowych europejskich karateków, założył m.in. z Loekiem Hollandrem z Holandii i Antonio Pinero z Hiszpanii własną organizację Kyokushin World Federation (KWF), w której został sekretarzem.
W 2013 roku otrzymał 8. dan, zaś w październiku 2017 stopień 9. dan.
Od wielu lat pełni funkcje szefa Krakowskiego Klubu Karate Kyokushin oraz trenera Polskiej Kadry Narodowej Karate Kyokushin.